# Marie Ludovika Španělská
Marie Ludovika (Luisa) Španělská (24. listopadu 1745 Portici (Kampánie) – 15. květen 1792 Vídeň) byla císařovna Svaté říše římské (1790–1792), královna česká a uherská, velkovévodkyně toskánská (1765–1790) a infantka španělská.

## Původ
Pocházela z rodu Bourbonů, byla dcerou krále Karla III. Španělského a jeho manželky, princezny Marie Amálie Saské.
Světlo spatřila již jako páté dítě neapolsko-sicilského královského páru a také pátá dcera, ze starších sester se však dospělosti dožila pouze o rok starší Marie Josefa. Roku 1759 se její otec stal španělským králem a rodina se přestěhovala do Španělska.
Postupem času se rodina rozrostla ještě o dalších osm dětí, mezi nimiž byl i příští španělský král Karel IV. a král neapolsko-sicilský Ferdinand I. (zakladatel vedlejší větve Bourbon-Obojí Sicílie a otec budoucí rakouské císařovny Marie Terezy).

## Sňatek a další život
Dne 16. února 1764 uzavřela sňatek per procurationem (v zastoupení) v Madridu s arcivévodou Leopoldem, druhým synem císaře Svaté říše římské Františka Štěpána Lotrinského a jeho manželky, české a uherské královny Marie Terezie. Leopold byl dědicem Toskánského velkovévodství.
Marie Ludovika a Leopold se poprvé setkali o rok později 5. srpna, kdy uzavřeli v Innsbrucku oficiální sňatek. O pár dní později (18. srpna) František Štěpán zemřel a oba mladí manželé se stali toskánskými velkovévody, přestěhovali se proto do Florencie, kde prožili následujících pětadvacet let života.
Po smrti císaře Josefa roku 1790 se jeho právoplatným nástupcem stal bratr Leopold a po jeho boku Marie Ludovika císařovnou Svaté říše římské a královnou českou a uherskou atd. Celá rodina se přestěhovala do Vídně, kde oba manželé krátce po sobě zemřeli v roce 1792. Pochováni jsou v kapucínské kryptě ve Vídni. Dědicem trůnu se stal jejich syn František.

## Potomci
Svému manželovi porodila za sedmadvacet let manželství 16 dětí:
- Marie Terezie (14. ledna 1767 – 7. listopadu 1827), ⚭ 1787 Antonín Saský (27. prosince 1755 – 6. června 1836), saský král od roku 1827 až do své smrti
- František (12. února 1768 – 2. března 1835), v letech 1792–1835 král uherský, chorvatský a český a markrabě moravský, v letech 1804–1835 císař rakouský, od roku 1815 král lombardsko-benátský a jako František II. v letech 1792–1806 poslední císař Svaté říše římské,
⚭ 1788 Alžběta Vilemína Württemberská (21. dubna 1767 – 18. února 1790)
⚭ 1790 Marie Tereza Neapolsko-Sicilská (6. června 1772 – 13. dubna 1807)
⚭ 1808 Marie Ludovika Beatrix z Modeny (14. prosince 1787 – 7. dubna 1816)
⚭ 1816 Karolína Augusta Bavorská (8. února 1792 – 9. února 1873)

- Ferdinand (6. května 1769 – 18. července 1824), velkovévoda toskánský,
⚭ 1790 Luisa Marie Amélie Tereza Neapolsko-Sicilská (27. července 1773 – 19. září 1802)
⚭ 1821 Marie Ferdinanda Saská (27. dubna 1796 – 3. ledna 1865)
- Marie Anna (21. dubna 1770 – 1. října 1809), svobodná a bezdětná, abatyše Tereziánského ústavu šlechtičen na Pražském hradě
- Karel (5. září 1771 – 30. dubna 1847), kníže těšínský a vojevůdce a generál, ⚭ 1815 Jindřiška Nasavsko-Weilburská (30. října 1797 – 29. prosince 1829)
- Alexandr (14. srpna 1772 – 12. července 1795), uherský palatin, svobodný a bezdětný
- Albert (19. září 1773 – 22. července 1774)
- Maxmilián (23. prosince 1774 – 10. března 1778)
- Josef (9. března 1776 – 13. ledna 1847), uherský palatin,
⚭ 1799 Alexandra Pavlovna Ruská (9. srpna 1783 – 16. března 1801), ruská velkokněžna
⚭ 1815 Hermína z Anhalt-Bernburg-Schaumburg-Hoymu (2. prosince 1797 – 14. září 1817)
⚭ 1819 Marie Dorotea Württemberská (1. listopadu 1797 – 30. března 1855)

- Marie Klementina (24. dubna 1777 – 15. listopadu 1801), ⚭ 1796 František I. (19. srpna 1777 – 8. listopadu 1830), král Obojí Sicílie od roku 1825 až do své smrti
- Antonín Viktor (31. srpna 1779 – 2. dubna 1835), velmistr řádu německých rytířů a lombardsko-benátský vicekrál v letech 1816 až 1818, svobodný a bezdětný
- Marie Amálie (17. října 1780 – 25. prosince 1798), svobodná a bezdětná
- Jan (20. ledna 1782 – 11. května 1859), generál a krátce zástupce císařství v parlamentu ve Frankfurtu v roce 1848, císařský vikář, ⚭ 1829 Anna Plochlová (6. ledna 1804 – 4. srpna 1885), morganatické manželství
- Rainer Josef (30. září 1783 – 16. ledna 1853), lombardsko-benátský vicekrál, ⚭ 1820 Alžběta Savojská (13. dubna 1800 – 25. prosince 1856)
- Ludvík (13. prosince 1784 – 21. prosince 1864), člen rakouské státní rady a regent v období vlády císaře Ferdinanda I., svobodný a bezdětný
- Rudolf Jan (9. ledna 1788 – 23. července 1831), olomoucký arcibiskup a kardinál, podporovatel L. van Beethovena

## Tituly a oslovení
- 24. listopadu 1745 – 10. srpna 1759: Její Královská Výsost princezna Maria Luisa Sicilská a Neapolská
- 10. srpna 1759 – 16. února 1764: Její Královská Výsost infantka María Luisa Španělská
- 16. února 1764 – 18. srpna 1765: Její Královská Výsost arcivévodkyně Marie Ludovika Rakouská, princezna uherská a česká
- 18. srpna 1765 – 20. února 1790: Její Královská Výsost velkovévodkyně toskánská
- 20. února 1790 – 1. března 1792: Její Císařské Veličenstvo císařovna Svaté říše římské, arcivévodkyně rakouská, královna uherská a česká
- 1. března 1792 – 15. května 1792: Její Císařské Veličenstvo císařovna vdova Svaté říše římské, arcivévodkyně vdova rakouská, královna vdova uherská a česká

## Vývod předků
|                          |                                       |  |                     |                                        |  |  |  |  |  |  |  | Ludvík XIV. |
|                          |                                       |  |                     |                                        |  |  |  |  |  |  |  |             |
|                          | Ludvík, Velký Dauphin                 |  |                     |                                        |  |  |  |  |  |  |  |             |
|                          |                                       |  |                     |                                        |  |  |  |  |  |  |  |             |
|                          |                                       |  |                     | Marie Tereza Habsburská                |  |  |  |  |  |  |  |             |
|                          |                                       |  |                     |                                        |  |  |  |  |  |  |  |             |
|                          | Filip V. Španělský                    |  |                     |                                        |  |  |  |  |  |  |  |             |
|                          |                                       |  |                     |                                        |  |  |  |  |  |  |  |             |
|                          |                                       |  |                     | Ferdinand Maria Bavorský               |  |  |  |  |  |  |  |             |
|                          |                                       |  |                     |                                        |  |  |  |  |  |  |  |             |
|                          | Marie Anna Bavorská                   |  |                     |                                        |  |  |  |  |  |  |  |             |
|                          |                                       |  |                     |                                        |  |  |  |  |  |  |  |             |
|                          |                                       |  |                     | Jindřiška Adéla Marie Savojská         |  |  |  |  |  |  |  |             |
|                          |                                       |  |                     |                                        |  |  |  |  |  |  |  |             |
|                          | Karel III. Španělský                  |  |                     |                                        |  |  |  |  |  |  |  |             |
|                          |                                       |  |                     |                                        |  |  |  |  |  |  |  |             |
|                          |                                       |  |                     | Ranuccio II. Farnese                   |  |  |  |  |  |  |  |             |
|                          |                                       |  |                     |                                        |  |  |  |  |  |  |  |             |
|                          | Eduard Parmský                        |  |                     |                                        |  |  |  |  |  |  |  |             |
|                          |                                       |  |                     |                                        |  |  |  |  |  |  |  |             |
|                          |                                       |  |                     | Isabela d´Este                         |  |  |  |  |  |  |  |             |
|                          |                                       |  |                     |                                        |  |  |  |  |  |  |  |             |
|                          | Alžběta Parmská                       |  |                     |                                        |  |  |  |  |  |  |  |             |
|                          |                                       |  |                     |                                        |  |  |  |  |  |  |  |             |
|                          |                                       |  |                     | Filip Vilém Falcký                     |  |  |  |  |  |  |  |             |
|                          |                                       |  |                     |                                        |  |  |  |  |  |  |  |             |
|                          | Dorotea Žofie Falcko-Neuburská        |  |                     |                                        |  |  |  |  |  |  |  |             |
|                          |                                       |  |                     |                                        |  |  |  |  |  |  |  |             |
|                          |                                       |  |                     | Alžběta Amálie Hesensko-Darmstadtská   |  |  |  |  |  |  |  |             |
|                          |                                       |  |                     |                                        |  |  |  |  |  |  |  |             |
| Marie Ludovika Španělská |                                       |  |                     |                                        |  |  |  |  |  |  |  |             |
|                          |                                       |  |                     |                                        |  |  |  |  |  |  |  |             |
|                          |                                       |  | Jan Jiří III. Saský |                                        |  |  |  |  |  |  |  |             |
|                          |                                       |  |                     |                                        |  |  |  |  |  |  |  |             |
|                          | August II. Silný                      |  |                     |                                        |  |  |  |  |  |  |  |             |
|                          |                                       |  |                     |                                        |  |  |  |  |  |  |  |             |
|                          |                                       |  |                     | Anna Žofie Dánská                      |  |  |  |  |  |  |  |             |
|                          |                                       |  |                     |                                        |  |  |  |  |  |  |  |             |
|                          | August III. Polský                    |  |                     |                                        |  |  |  |  |  |  |  |             |
|                          |                                       |  |                     |                                        |  |  |  |  |  |  |  |             |
|                          |                                       |  |                     | Kristián Ernest z Brandenburg-Bayreuth |  |  |  |  |  |  |  |             |
|                          |                                       |  |                     |                                        |  |  |  |  |  |  |  |             |
|                          | Kristýna Eberhardýna Hohenzollernská  |  |                     |                                        |  |  |  |  |  |  |  |             |
|                          |                                       |  |                     |                                        |  |  |  |  |  |  |  |             |
|                          |                                       |  |                     | Sofie Louisa Württemberská             |  |  |  |  |  |  |  |             |
|                          |                                       |  |                     |                                        |  |  |  |  |  |  |  |             |
|                          | Marie Amálie Saská                    |  |                     |                                        |  |  |  |  |  |  |  |             |
|                          |                                       |  |                     |                                        |  |  |  |  |  |  |  |             |
|                          |                                       |  |                     | Leopold I.                             |  |  |  |  |  |  |  |             |
|                          |                                       |  |                     |                                        |  |  |  |  |  |  |  |             |
|                          | Josef I. Habsburský                   |  |                     |                                        |  |  |  |  |  |  |  |             |
|                          |                                       |  |                     |                                        |  |  |  |  |  |  |  |             |
|                          |                                       |  |                     | Eleonora Magdalena Falcko-Neuburská    |  |  |  |  |  |  |  |             |
|                          |                                       |  |                     |                                        |  |  |  |  |  |  |  |             |
|                          | Marie Josefa Habsburská               |  |                     |                                        |  |  |  |  |  |  |  |             |
|                          |                                       |  |                     |                                        |  |  |  |  |  |  |  |             |
|                          |                                       |  |                     | Jan Fridrich Brunšvicko-Lüneburský     |  |  |  |  |  |  |  |             |
|                          |                                       |  |                     |                                        |  |  |  |  |  |  |  |             |
|                          | Amálie Vilemína Brunšvicko-Lüneburská |  |                     |                                        |  |  |  |  |  |  |  |             |
|                          |                                       |  |                     |                                        |  |  |  |  |  |  |  |             |
|                          |                                       |  |                     | Benedikta Jindřiška Falcko-Simmernská  |  |  |  |  |  |  |  |             |
|                          |                                       |  |                     |                                        |  |  |  |  |  |  |  |             |